# Horváth Pál (költő)
Horváth Pál (horvátul: Pavao Horvat) (Hidegség, 1930. július 8. – Sopronkövesd, 2009) magyarországi horvát költő, író, katolikus pap.

## Életrajza
Általános iskolai tanulmányait szülőfalujában végezte, majd a soproni Szent Asztrik Katolikus Gimnáziumban tanult az ötödik osztályig. A hatodik osztályt már Győrben kezdte, a Czuczor Gergely Gimnáziumban, ahol leérettségizett. Teológiai tanulmányai befejezése után 1954. június 17-én pappá szentelték. Környén, majd Kópházán szolgált. 1993. január 16-án vonult nyugdíjba. A faluban beszélt nyelvjárásban írta a műveit.

## Műve
- Molitve (Imák, versgyűjtemény, 2000.)